# Rolf Schlögell
Rolf (Rudolf) Schlögell (* 7. Januar 1921 in Bremen; † 8. Mai 1984 in Köln) war ein deutscher Mediziner und Ärztefunktionär.

## Biografie
Schlögell erlangte 1939 sein Abitur am Alten Gymnasium in Bremen. Er studierte dann Medizin an der Universität Marburg, der Universität Straßburg und der Universität Heidelberg. In Marburg wurde Schlögell 1940 Mitglied der Kameradschaft Herold, die nach dem Zweiten Weltkrieg wieder die Marburger Burschenschaft Rheinfranken wurde und der er bis zu seinem Tode angehörte. Er heiratete die Tochter seines Bundesbruders Karl Winter. Nach Approbation und Promotion im Jahre 1944 arbeitete er bis 1947 als Wissenschaftlicher Assistent am Pathologischen Institut der Universität Marburg. Schlögell gehörte zu den Gründungsmitgliedern des Marburger Bundes und war Mitglied der ersten, nach dem Zweiten Weltkrieg frei gewählten Stadtverordnetenversammlung von Marburg (Lahn).
Ab 1947 war Schlögell bei der Arbeitsgemeinschaft der Westdeutschen Ärztekammern, der späteren Bundesärztekammer, tätig. In diesem Rahmen war er an der Verbreitung und Interpretation der Resolution der Westdeutschen Ärztekammern zum Nürnberger Ärzteprozess vom 18./19. Oktober 1947 beteiligt.
Von 1951 bis 1977 war er Hauptgeschäftsführer der Arbeitsgemeinschaft der Kassenärztlichen Vereinigungen, der späteren Kassenärztlichen Bundesvereinigung.
1949 wirkte Schlögell bei der Gründung des Bundesverbandes der Freien Berufe mit. Von 1977 bis kurz vor seinem Tode war er dessen Vorsitzender.

## Auszeichnungen
- 1973: Verdienstkreuz 1. Klasse der Bundesrepublik Deutschland[5]
- 1974: Großes Verdienstkreuz der Bundesrepublik Deutschland
- 1980: Paracelsus-Medaille[6]